# 刘华 (1961年)
刘华（1961年5月—），女，江苏南京人，中华人民共和国政治人物，二级大检察官，现任江苏省人民检察院党组书记、检察长。

## 生平
2018年2月24日，当选为第十三届全国人大代表。